# Gasteruption
Gasteruption is een geslacht van vliesvleugeligen uit de familie Gasteruptiidae. De wetenschappelijke naam is gepubliceerd in 1796 door Pierre André Latreille.
Gasteruption is een kosmopolitisch geslacht. In Europa zijn zo'n dertig soorten bekend (tot 2004).
De larven leven als ectoparasieten of predatoren in nesten van solitaire bijen (Apoidea s.l.) of wespen; bij Gasteruption vooral bijen. Verschillende soorten leggen hun eitjes op verschillende plaatsen in of buiten een cel van een nest. De larven voeden zich met de eitjes of larven van de gastheersoort en later ook met diens voedselvoorraad. Wanneer ze een cel volledig heeft geconsumeerd kan de larve een naburige cel aanvallen. De verpopping vindt plaats in het gastheernest; de pop overwintert er tot de volgende lente of zomer. Volwassen wespen voeden zich met nectar, sommige soorten wellicht ook met stuifmeel.

## Soorten
- G. assectator (Linnaeus, 1758)
- G. canariae Madl, 1991
- G. diversipes (Abeille de Perrin, 1879)
- G. dolichoderum Schletterer, 1889
- G. erythrostomum (Dahlbom, 1831)
- G. fallaciosum Semenov, 1892
- G. floreum Szepligeti, 1903
- G. forticorne Semenov, 1892
- G. foveiceps Semenov, 1892
- G. freyi (Tournier, 1877)
- G. goberti (Tournier, 1877)
- G. hastator (Fabricius, 1804)
- G. hungaricum Szepligeti, 1895
- G. ignoratum Kieffer, 1903
- G. jaculator (Linnaeus, 1758)
- G. laticeps (Tournier, 1877)
- G. lugubre Schletterer, 1889
- G. merceti Kieffer, 1904
- G. minutum (Tournier, 1877)
- G. nigrescens Schletterer, 1885
- G. opacum (Tournier, 1877)
- G. ortegae Madl, 1991
- G. paternum Schletterer, 1889
- G. pedemontanum (Tournier, 1877)
- G. psilomma Kieffer, 1904
- G. schossmannae Madl, 1987
- G. subtile (Thomson, 1883)
- G. tournieri Schletterer, 1885
- G. undulatum (Abeille de Perrin, 1879)
- G. variolosum (Abeille de Perrin, 1879)